# Oier Sanjurjo
Oier Sanjurjo Maté, noto come Oier (Estella, 25 maggio 1986), è un ex calciatore spagnolo, di ruolo centrocampista.

## Carriera
Ha giocato nella prima divisione spagnola ed in quella cipriota.
In carriera ha giocato anche alcune partite con la Selezione di calcio dei Paesi Baschi.